# Лыжное двоеборье на зимних Олимпийских играх 1936
Соревнования по лыжному двоеборью на зимних Олимпийских играх 1936 проходили только в личном первенстве, в них принял участие 51 спортсмен из 16 стран. 12 февраля участники пробежали на лыжах 18-километровую трассу (в рамках соревнований по лыжным гонкам), а 13 февраля соревновались в прыжках с трамплина (отдельно от соревнований по прыжкам с трамплина). По сумме очков весь пьедестал в итоге заняли представители Норвегии.

## Медалисты
| Вид     | Золото                  | Серебро                  | Бронза                  |
| ------- | ----------------------- | ------------------------ | ----------------------- |
| Мужчины | Оддбьёрн Хаген Норвегия | Олаф Хоффсбакен Норвегия | Сверре Бродаль Норвегия |